# Jezusova cerkev, Palermo
Jezusova cerkev (italijansko chiesa del Gesù), cerkev svete Marije Jezusa (chiesa di Santa Maria di Gesù) ali Casa Professa je ena najpomembnejših baročnih cerkva v italijanskem mestu Palermo in na celotni Siciliji. Monumentalni kompleks Družbe Jezusove je v zgodovinskem središču Palerma v okrožju Palazzo Reale ali Albergaria, s pripadajočimi deli in odvisnostmi pa vključuje številne druge verske zgradbe.
Po skoraj dveh letih konservativne obnove je bila cerkev 24. februarja 2009 slovesno odprta s slovesno mašo, ki jo je vodil palermski nadškof msgr. Paola Romea in sodelovali številni jezuiti ter civilne in vojaške oblasti.

## Zgodovina
Leta 884 je dokumentiran samostan in tempelj San Filippo d'Argirò, ki so ga ustanovili menihi Bazilijanci  s strani staršev diapona San Filippa iz Palerma.
- 1072 Roberto il Guiscardo in njegova žena Sichelgaita promovirata in gradita opatijo Santa Maria alla Grotta na že obstoječem bogoslužnem mestu v skladu z bazilijskim pravilom. Zgodovinski komentatorji Goffredo Malaterra, Tommaso Fazello in Rocco Pirri se v svojih delih sklicujejo na normansko strukturo. Sedanja kapela Sant'Anna gleda na Grotto.
- 1128, Cristodulo Rozio, admiral v službi Rogerja II. financira ustanovo.
- 1130 Rogerij II. podari otok Mozia samostanu Santa Maria della Grotta, bazilikanskega reda Marsala, vključno s cerkvijo San Pantaleo in Saline. Tem posestim je dodana cerkev San Giovanni Battista al Boeo na rtu Lilibeo, cerkev Santa Croce. Zunaj mesta cerkev San Michele Arcangelo (ali Sant'Angelo) al Rinazzo v bližini Fachinovega fevda, cerkev Santa Venera in velik vrt v Eracliji, današnji Rakaliji.[5] Nasprotno pa se od Agostino Inveges do Palerma dokumentirajo kot odvisnosti cerkve Santa Maria della Grotta: cerkev sv. Kozme in Damijana, cerkev San Michele de Indulcis oziroma cerkev San Leonardo de Indulcis. današnja cerkev San Michele Arcangelo in cerkev svetih Crispino in Crispiniano. Obstoj cerkve San Pantaleone al Cassaro je dokumentiran.
- Maja 1131, odlok Rogerija II., s katerim ustanovi samostan najsvetejšega Odrešenika, ki se nahaja na mestu lingua phari, do mandre ali Mater Monasteriorum, ki vodi vse samostane bazilikancev. Sicilije in Kalabrije. Zato sta bili obe opatiji Santa Maria della Grotta v Palermu in Marsala odvisni od arhimandrita najsvetejšega rešitelja iz Mesine.
- 1197, Henrik VI. Švabski in Constanca Altaville združita strukturo Palerma z istoimensko cerkvijo Santa Maria della Grotta di Marsala, zvezo, ki jo potrjuje papeška bula papeža Inocenca III.[6] Zahvaljujoč privilegijem ima opatija Palermo številčno premoč, prestiž in moč. Središče so bazilijanske stavbe. V švabski dobi škofija Marsala ni bila obnovljena, združila se je in je teritorialno upravljala škofija Mazara del Vallo.
- 1220 je Pietro Chiaramonte, brat blaženega Atanasija Chiaramonteja, opat samostana Santa Maria alla Grotta.

Jezuiti so prispeli v Palermo leta 1549 in se najprej naselili v hišah Sigismonda Platamone, ki jih je dal na razpolago senat v Palermu, pri cerkvi Madonne della Misericordia ai "Lattarini"  pod zaščito podkralja Sicilije Juana de Vega, nekdanjega spodbujevalca naselitve jezuitov v Messini s posledično ustanovitvijo prvega kolegija Družbe Jezusove leta 1548. 
Konec 16. stoletja so začeli graditi cerkev ob njihovi materinski hiši (Casa Professa) po načrtu jezuitskega arhitekta Giovannija Tristana. Prvotna zasnova je bila enoladjska z velikimi transepti in več stranskimi kapelami, vendar je bila v začetku 17. stoletja spremenjena v bolj veličastno postavitev, značilno za jezuitsko arhitekturo. Natale Masuccio je odstranil ločilne stene kapel in glavni dodal dve stranski ladji. Cerkev je bila posvečena leta 1636.
Notranja dekoracija je vključevala marmornate reliefe na tribuni, ki so prikazovali Čaščenje pastirjev (1710–14) in Poklon Treh kraljev (1719–21) Gioacchina Vitagliana, po modelih, pripisanih Giacomu Serpotti - oba reliefa sta ohranjena. Antonino Grano je v 1720-ih na stene druge stranske kapele na desni dodal tudi fresko Poklon Treh kraljev. V cerkvi je tudi relief Slava sv. Luke Ignazija Marabittija.
Leta 1892 je cavaliere Salvatore Di Pietro, nekdanji rektor Casa Professa, filantrop, prefekt študija v semenišču in član Teološke šole Akademije znanosti, književnosti in umetnosti in Accademia di storia patria, v 1888 je minister za javno šolstvo Paolo Boselli cerkev razglasil za nacionalni spomenik.
Leta 1943 se je med drugo svetovno vojno zrušila kupola cerkve in uničila večino okoliških zidov in večino stenskih poslikav v svetišču in transeptih. Te freske so bile zamenjane med dvoletnimi obnovitvenimi deli, nato pa se je cerkev 24. februarja 2009 ponovno odprla s slovesno mašo, ki jo je vodil Paolo Romeo, nadškof v Palermu, in se je udeležilo več jezuitov ter civilnih in vojaških uradnikov.

## Arhitektura
Fasada je na dva odseka razdeljena z vencem. V spodnjem delu so trije portali, zgoraj so niše s kipi sv. Ignacija Lojolskega, Marije z otrokom in Frančiškom Ksaverijem. Zgornji del je razdeljen s pilastri in je na obeh straneh uokvirjen s konzolami in kipi svetnikov. Pročelje je zaključeno z ukrivljeno-segmentno dvokapnico in jezuitskim grbom. Masucci je prvotno načrtoval zvonike, ki pa niso bili dokončani, sedanji kampanile iz 18. stoletja pa je bil zgrajen na sosednji palači Marchesi. Za cerkvijo je v jezuitskem kapitlju mestna knjižnica.
Tloris ima obliko latinskega križa. Ladja je dolga 72,10 m, široka 42,65 m in visoka 70 m, okrašena pa je z barvnimi marmorji, štukaturami in freskami. Edinstveni so predvsem marmornati reliefi s figuralnimi in okrasnimi motivi na stebrih ter marmornati mozaiki. Prenovljena zgradba ima dvojno kupolo in vitražna okna.
Dekoracija je delo:
- Pietro Novelli
- Vito D'Anna (freska, ki prikazuje prizore iz življenja svete Rozalije)

## Galerija
- Vitraži in freske nad glavnim vhodom..
- Glavni vhod obdan z marmornimi rezbarijami.
- Notranjost, ladja proti koru
- Strop ladje, notranjost kupole z vitraji, strop kora / apside, dnevna svetloba skozi svetlobno nadstropje
- Stropne freske, gledane naravnost navzgor..
- Stranska kapela
- Spovednica št. 5
- Prižnica
- Rezbarstvo iz marmorja, detajli